# أدريان برين
أدريان برين (بالإنجليزية: Adrian Breen)‏ هو لاعب كرة قدم أمريكية أمريكي، ولد في 11 يناير 1965 في نيويورك في الولايات المتحدة.

## وصلات خارجية
- أدريان برين على موقع مرجع كرة القدم المحترفة.كوم (الإنجليزية)